# آبشار سویفت کارنت
آبشار سویفت کارنت (به انگلیسی: Swiftcurrent Falls (British Columbia)) آبشاری است که در بریتیش کلمبیا، کانادا واقع شده و ارتفاع کلی ریزشگاه آن ۱٬۷۰۶ فوت (۵۲۰ متر) است.